# گیلرمو ایزاگیره
گیلرمو ایزاگیره (انگلیسی: Guillermo Eizaguirre; ۱۷ مهٔ ۱۹۰۹ – ۲۵ اکتبر ۱۹۸۶) بازیکن فوتبال اهل اسپانیا بود.
از باشگاه‌هایی که در آن بازی کرده‌است می‌توان به باشگاه فوتبال سویا اشاره کرد.
وی همچنین در تیم‌های ملی فوتبال Spain B national football team و اسپانیا بازی کرده‌است.